# Pteropepon
Pteropepon é um género botânico pertencente à família Cucurbitaceae.

## Espécies
- Pteropepon argentinense
- Pteropepon deltoideus
- Pteropepon monospermus
- Pteropepon oleiferum
- Pteropepon parodii

1. ↑  «Pteropepon — World Flora Online». www.worldfloraonline.org. Consultado em 19 de agosto de 2020